# بنت من الزمن ده (مسلسل)
بنت من الزمن دة مسلسل مصري عرض في رمضان 2008 من بطولة داليا البحيري وهالة فاخر وأحمد بدير ومي الغيطي.
ويعتبر ثاني تعامل بين داليا البحيري والمؤلف محمد الغيطي بعد مسلسل صرخة أنثى.

## قصة المسلسل
يتناول المسلسل قصة الفتاة الفقيرة شروق والتي لديها أختان وهم شوق وشوقية وتعمل شروق بائعة في إشارات المرور بينما تعمل أختاها في خدمة البيوت وليساعدوا والدتهم المريضة وو جدهم الذي يلعب دوره الفنان سعيد طرابيك تحاول شروق تقليد فتيات الغرب في السهر والرقص تحب شروق شاب من الطبقة الغنية الذي لا يناسب لمستواها وستنقلب حياتها رأس علي عقب في الحلقات الأخيرة.

## تمثيل
- شادي خفاجة
- داليا البحيري
- باسم سمرة
- هالة فاخر
- أحمد سعيد عبد الغني
- ألفت عمر
- أحمد خليل
- زيزي البدراوي
- مروة عبدالمنعم
- ميار الغيطي
- جومانا شاهين :طفلة
- مي الغيطي :طفلة
- نوران جاد :طفلة